# Mørkerød ara
Mørkerød ara (latin: Ara chloropterus) er en papegøje, der lever i det nordlige Sydamerika.